# Проекция Вагнера

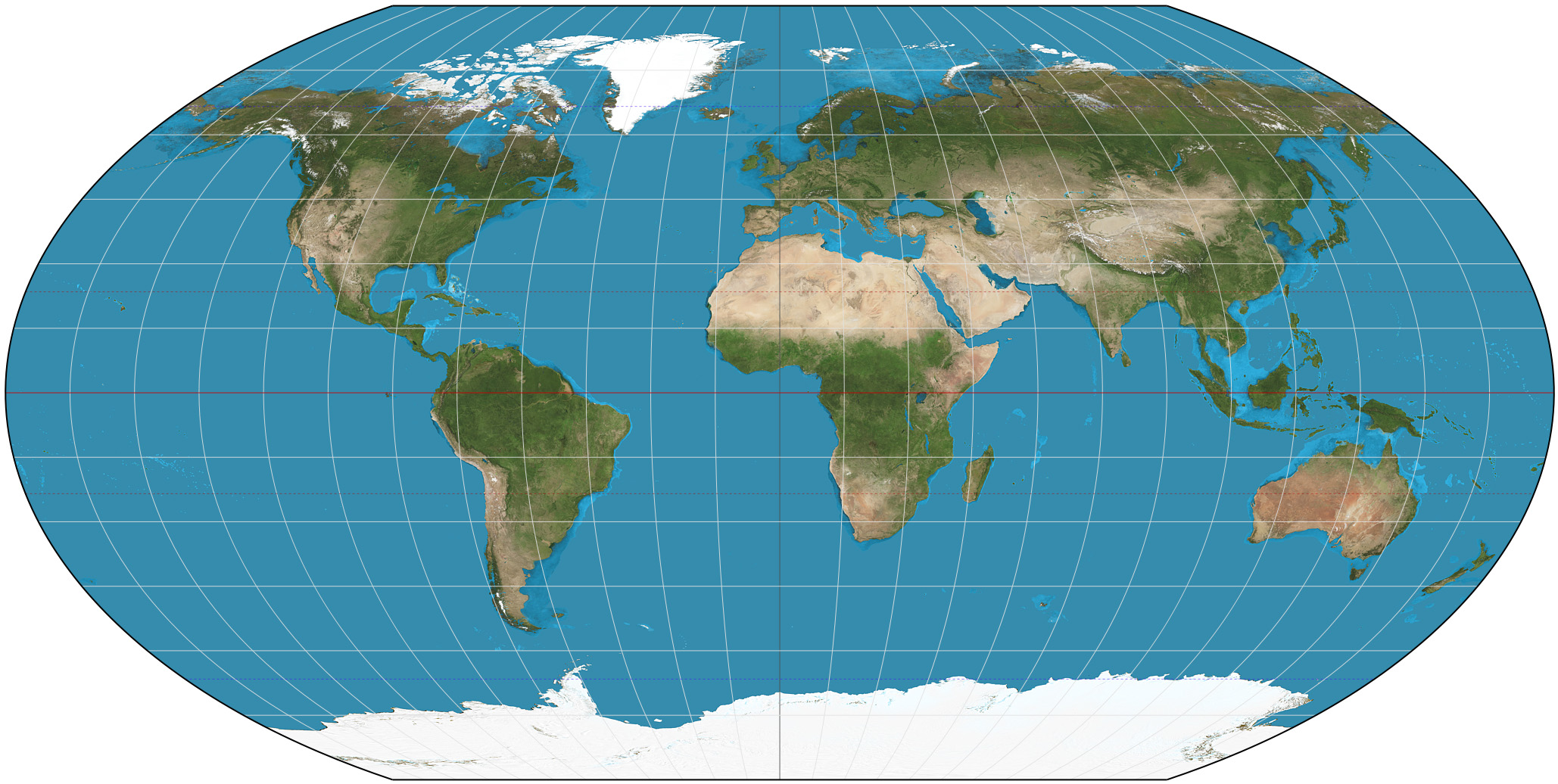
Проекция Вагнера для земного шара

Проекция Вагнера — псевдоцилиндрическая картографическая проекция. Как и проекция Робинсона, это компромиссная проекция, не имеющая никаких специальных свойств, кроме естественного, без значительных искажений отображения карты мира. Проекция Вагнера эквивалентна проекции Каврайского, вытянутой в горизонтальном направлении с коэффициентом масштабирования {\displaystyle {2}/{\sqrt {3}}}. В результате удлинения лучше сохраняется форма объектов вблизи экватора ценой ухудшения передачи формы в более высоких широтах. Соотношение горизонтального и вертикального размеров карты составляет 2:1, что совпадает с соотношением для Равнопромежуточной проекции.
Проекция Вагнера описывается следующими выражениями
{\displaystyle x=\lambda {\sqrt {1-3\left({\frac {\phi }{\pi }}\right)^{2}}}}
{\displaystyle y=\phi },
где {\displaystyle \lambda } — долгота, {\displaystyle \phi } — широта в радианах.